# Alchemilla curtischista
Alchemilla curtischista é uma espécie de rosácea do gênero Alchemilla, pertencente à família Rosaceae.